# Фінансовий норматив бюджетної забезпеченості
Фінансовий норматив бюджетної забезпеченості — гарантований державою в межах наявних бюджетних коштів рівень фінансового забезпечення завдань і функцій, які здійснюються відповідно Радою міністрів Автономної Республіки Крим, місцевими державними адміністраціями, виконавчими органами місцевого самоврядування, що використовується для визначення обсягу міжбюджетних трансфертів.
Фінансовий норматив бюджетної забезпеченості використовується в основному для визначення розподілу міжбюджетних трансфертів. Він визначається шляхом ділення загального обсягу фінансових ресурсів, що спрямовуються на реалізацію бюджетних програм, на кількість мешканців чи споживачів соціальних послуг. Загальний обсяг фінансових ресурсів, які спрямовуються на виконання бюджетних програм місцевими бюджетами, розподіляється між видами видатків відповідно до пріоритетів бюджетної політики держави. При розрахунку фінансового нормативу бюджетної забезпеченості може передбачатися певний обсяг нерозподілених видатків, тобто видатків на ті повноваження, встановлення нормативів за якими є недоцільним. Фінансові нормативи бюджетної забезпеченості для місцевих бюджетів коригуються коефіцієнтами, що враховують відмінності у вартості надання соціальних послуг залежно від кількості населення і споживачів соціальних послуг, а також соціально-економічних, демографічних, кліматичних, екологічних та інших особливостей (від часу їх визначення) адміністративно-територіальних одиниць. Такі коригуючі коефіцієнти затверджуються Кабінетом Міністрів України. В цьому Кодексі питання його застосування врегульовано ст. 67, 94, 95, 98-101.